# Jakow Zaropian

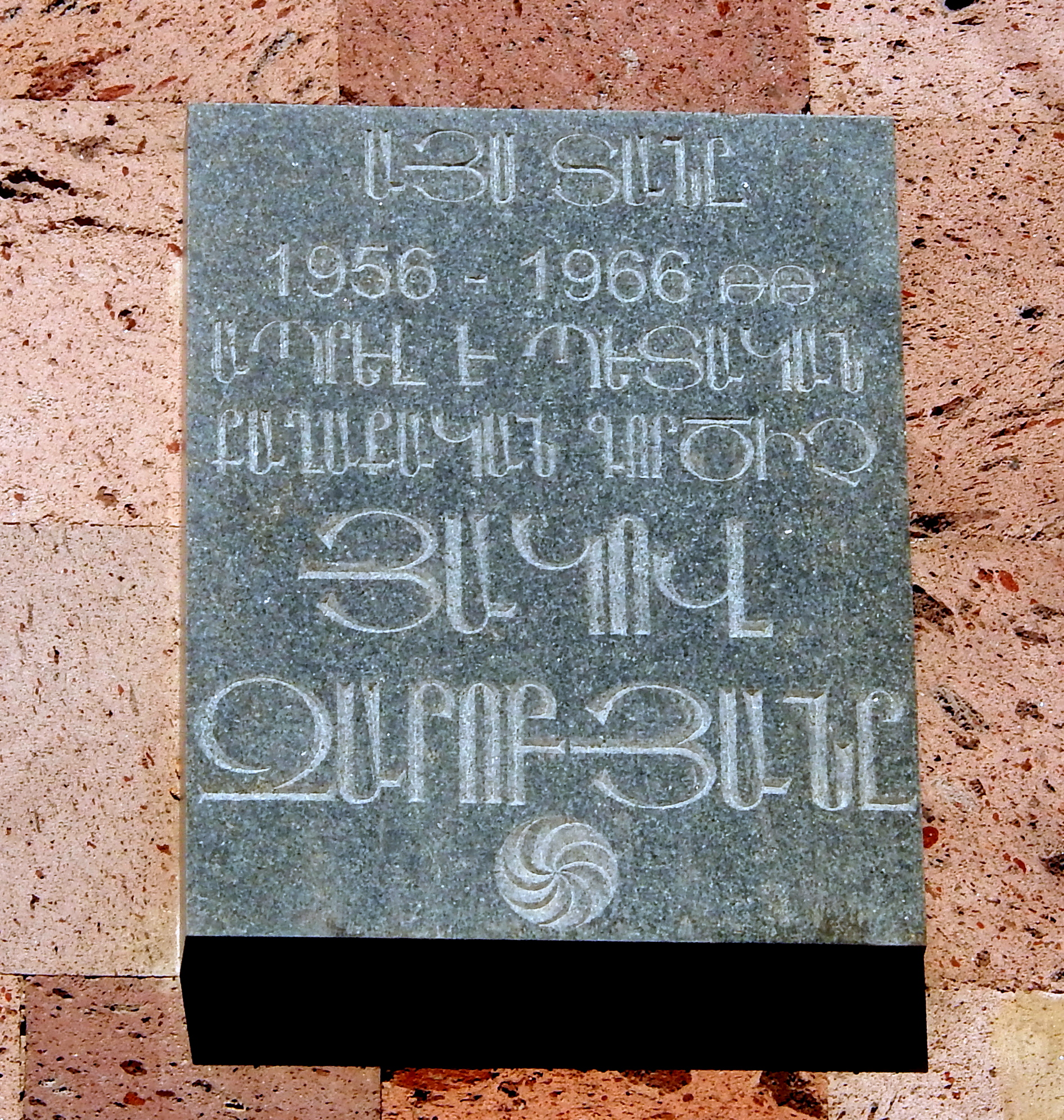

Jakow (Hakop) Zaropian (orm. Յակով Նիկիտայի Զարոբյան, ur. 25 września 1908 w Artvin, zm. 11 kwietnia 1980 w Moskwie) – radziecki i armeński polityk, I sekretarz KC Komunistycznej Partii Armenii w latach 1960-1966.

## Życiorys
Podczas I wojny światowej wraz z rodziną przeniósł się do Nachiczewania nad Donem (obecnie Rostów nad Donem), a w 1925 do Charkowa. Od 1932 członek WKP(b) i kierownik działu redakcji „Socialistyczna Charkiwszczyna”, od 1936 technik i inżynier w charkowskiej fabryce, 1939 ukończył Charkowski Instytut Elektrotechniczny, 1939-1940 sekretarz zakładu elektromechanicznego w Charkowie, 1940-1941 sekretarz Stalińskiego Komitetu Rejonowego WKP(b), 1941-1942 sekretarz Komitetu Miejskiego WKP(b) w Usolsku w obwodzie irkuckim, 1942-1947 zastępca sekretarza Komitetu Obwodowego WKP(b) w Omsku, 1947-1949 III sekretarz tego komitetu, 1949-1952 kierownik wydziału administracyjnego Komunistycznej Partii (bolszewików) Armenii. Od 29 grudnia 1950 do 10 lutego 1966 sekretarz KC Komunistycznej Partii Armenii, 1952-1953 II sekretarz Komitetu Miejskiego KPA w Erywaniu, od 1953 zastępca ministra bezpieczeństwa państwowego Armeńskiej SRR, 1953-1958 sekretarz KC KPA, 1953-1966 członek Prezydium KC KPA, 1958-1960 wiceprzewodniczący Rady Ministrów Armeńskiej SRR. Od 12 lutego do 28 grudnia 1960 II sekretarz, a następnie do 5 lutego 1966 I sekretarz KC KPA. 1961-1966 członek KC KPZR, 1962-1964 członek Zakaukaskiego Biura KC KPZR. 1966-1980 zastępca ministra przemysłu elektrotechnicznego ZSRR. Deputowany do Rady Najwyższej ZSRR od 4 do 6 kadencji.

## Odznaczenia
- Order Rewolucji Październikowej
- Order Czerwonego Sztandaru Pracy
- Order Czerwonej Gwiazdy (1945)
- Medal „Za zwycięstwo nad Niemcami w Wielkiej Wojnie Ojczyźnianej 1941–1945”
- Medal jubileuszowy „Dwudziestolecia zwycięstwa w Wielkiej Wojnie Ojczyźnianej 1941–1945”
- Medal jubileuszowy „Trzydziestolecia zwycięstwa w Wielkiej Wojnie Ojczyźnianej 1941–1945”
- Medal „Za ofiarną pracę w Wielkiej Wojnie Ojczyźnianej 1941–1945”